# Tomnatic, Timiș
Tomnatic (germană Triebswetter, maghiară Nagyősz) este satul de reședință al comunei cu același nume din județul Timiș, Banat, România.
Tomnatic - evoluția demografică

|  | Graficele sunt indisponibile din cauza unor probleme tehnice. Mai multe informații se găsesc la Phabricator și la wiki-ul MediaWiki. |

Date: Recensăminte sau birourile de statistică - grafică realizată de Wikipedia